# Walter Bitterlich
Walter Bitterlich (tyskt uttal: [ˈvaltɐ ˈbɪtɐlɪç]), född 19 februari 1908 i Wien, död 9 februari 2008 i Wien, var en österrikisk skogsforskare. Han var uppfinnaren av relaskopet, ett redskap som används vid effektiv skogsuppskattning.

## Biografi
Walter Bitterlich kom från en släkt med flera generationer av skogvaktare och utförde mycket av sitt tidiga arbete i de österrikiska Tyrolens alper. Hans föräldrar var skogvaktaren Ernst Bitterlich och Maria Bitterlich. Han avla en ingenjörsexamen vid Wiens universitet 1930 och statsexamen för högre skogstjänst 1933.